# Nabi-Moschee

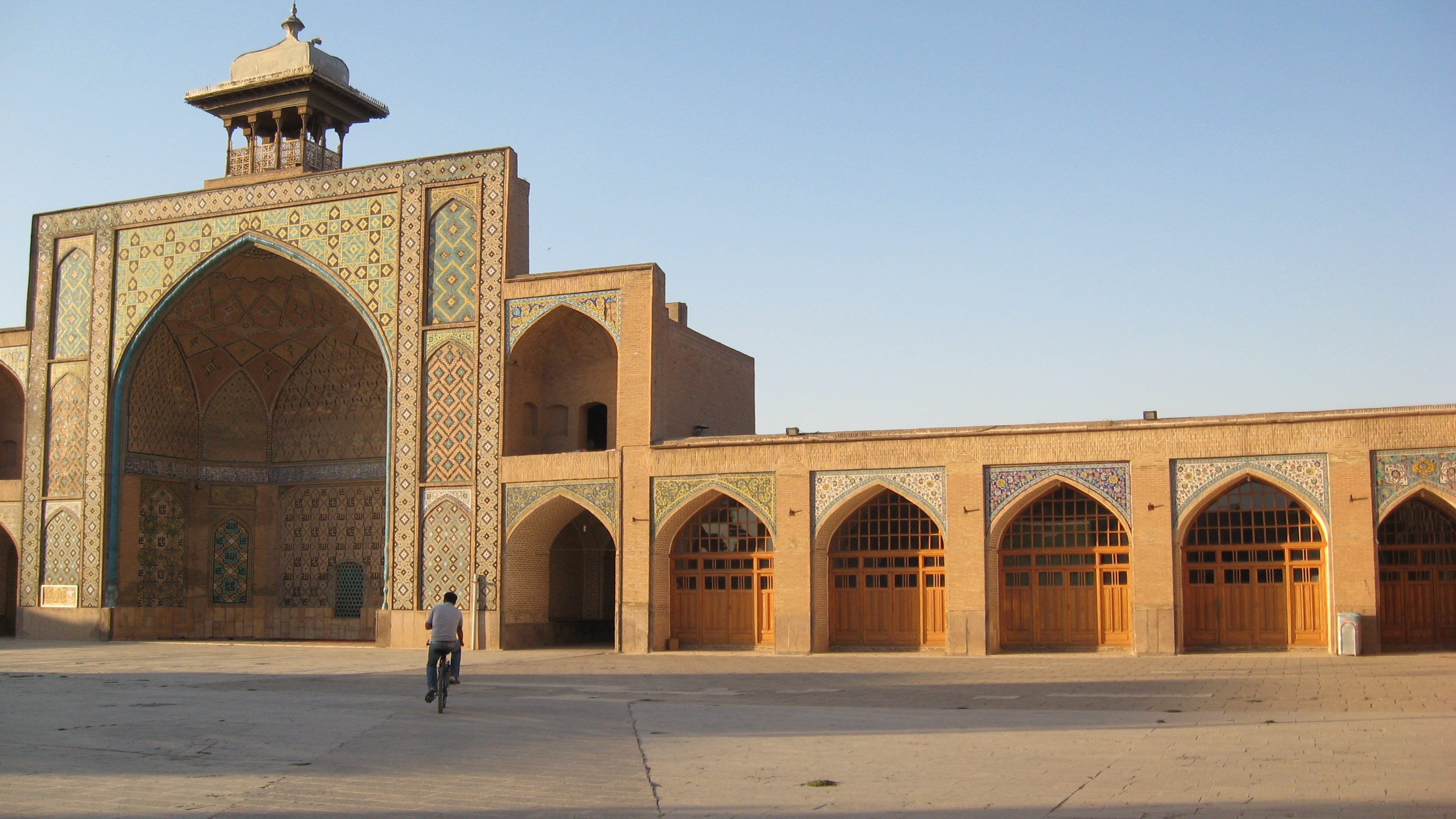
Nordiwan mit einem seltenen Guldasta auf dem Dach

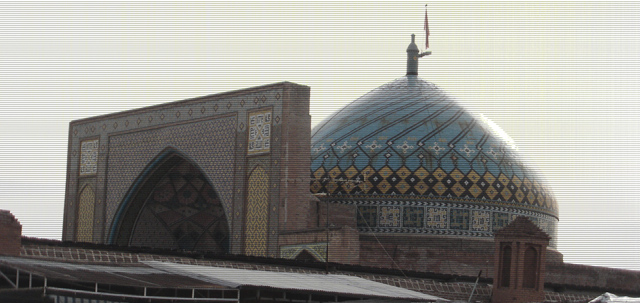
Die Kuppel hat einen Durchmesser von 15 Metern und ist doppelschalig

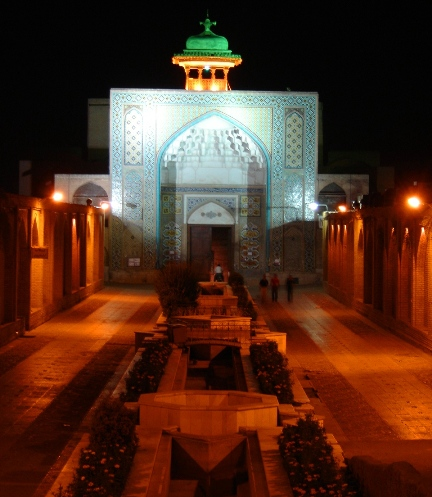
Eingang

Die Nabi-Moschee (persisch مسجد النبی Masdsched an-Nabi, DMG masǧed an-nabī, ‚Moschee des Propheten‘) oder Soltani-Moschee (persisch مسجد سلطانی Masdsched-e Soltāni, DMG masǧed-e solṭānī, ‚Moschee des Sultans‘), ist eine unter den Safawiden, möglicherweise aber auch unter den Kadscharen nach dem Vier-Iwan-Schema errichtete Moschee in Qazvin, Iran.

## Geschichte
Die Moschee zählt zu den größten Vier-Iwan-Moscheen des Iran und erstreckt sich über ein Gelände von über 14.000 m². Es ist nicht nachgewiesen, wer die Moschee errichtet hat. Die meisten Quellen gehen davon aus, die Urheberschaft sei auf die Safawiden zurückzuführen. Nach der insoweit undatierten Errichtung, erweiterte der Kadscharenkönig Fath Ali Schah die Moschee in den Jahren zwischen 1805 und 1808. Andere Quellen unterstellen, Fath Ali Schah selbst sei der Erbauer der Anlage gewesen. Teilweise wird davon ausgegangen, Fath Ali Schah habe sich dabei des Baumeisters Ustad Mirza Schirazi bedient, der das Bauwerk errichtet habe, wobei als Baujahr 1787 angegeben wird. Insoweit weist das Portal der Moschee mit einer Nastaliq-Kalligrafie auf dieses Jahr hin.
Die Moschee hat einen großen arkadengesäumten Innenhof und gehört zum kadscharischen Basar der Stadt, in dem etliche alte Handelshäuser sowie Warenlagerstätten stehen. 
Sowohl die Tore der Moschee, als auch die Innenräume weisen Koranverse auf. Das Hauptportal wird von einer Guldasta (pavillonartige Kanzel für den Muezzin) überragt. Eine weitere Besonderheit, die den Haupteingang auszeichnet, ist der etwa 120 m lange Zugangsweg, der von Spitzbogennischen gesäumt wird. Am Eingang befindet sich ein unterirdisch angelegtes, altes Hamam. 
Im Süden steht der Hauptiwan, an den sich eine 15 m breite, doppelschalige Kuppelhalle anschließt, deren Übergang durch Trompen gebildet wird. Der Mihrab ist mit Fliesen verziert, die florale und geometrische Muster erkennen lassen. Einst stand ein hochragendes Minarett neben der Kuppel, das noch von der französischen Archäologin und Autorin, Jane Dieulafoy beschrieben worden war. 
Ähnlich wie die Freitagsmoschee von Qazvin beherbergt die Nabi-Moschee ein Untergrundgewölbe (Schabestan), das heute als Bibliothek genutzt wird.

## Basar
Die Nabi-Moschee gehört zu einem Basar, der bis in die heutige Zeit vermittelt, welche große Bedeutung Qazvin als Warenumschlagsplatz in der Vergangenheit hatte. Im Ort kreuzten sich Handelsrouten, weshalb viele Markthallen, Karawansereien und Lagerplätze angesiedelt sind. Bedeutende Komplexe des Basars sind der „Saad ol-Saltaneh“ und die „Qeysayre-Anlage“ (die Kaiserliche) aus dem 19. beziehungsweise 16. Jahrhundert.